# Деде (Крым)
Деде (укр. Деде, крымскотат. Dede, Деде) — исчезнувшее село в Красноперекопском районе Республики Крым, располагавшееся на севере района, на Перекопском перешейке, примерно в 4,5 километрах к северо-западу от современного села Рисовое.

## История
Кураевка образовалась слиянием старинного татарского селения Деде и Кураевки.
Первое документальное упоминание Деде встречается в Камеральном Описании Крыма… 1784 года, судя по которому, в последний период Крымского ханства деревня входила в Кырп Баул кадылык Перекопского каймаканства. После присоединения Крыма к России (8) 19 апреля 1783 года, (8) 19 февраля 1784 года, именным указом Екатерины II сенату, на территории бывшего Крымского Ханства была образована Таврическая область и деревня была приписана к Перекопскому уезду. После Павловских реформ, с 1796 по 1802 год, входила в Перекопский уезд Новороссийской губернии. Упоминается деревня Деде в материалах «…прошения депутатов Таврической области на Высочайшее имя…» от 1796 года. По новому административному делению, после создания 8 (20) октября 1802 года Таврической губернии, Деде был включён в состав Бустерчинской волости Перекопского уезда.
По Ведомости о всех селениях в Перекопском уезде состоящих с показанием в которой волости сколько числом дворов и душ… от 21 октября 1805 года в деревне Деде числилось 22 двора, 139 крымских татар и 5 ясыров. На военно-топографической карте генерал-майора Мухина 1817 года деревня Деде обозначена с 30 дворами. После реформы волостного деления 1829 года Деде, согласно «Ведомости о казённых волостях Таврической губернии 1829 г», передали в состав Ишуньской волости (переименованной из Бустерчинской). На карте 1842 года Деде обозначен с 39 дворами.
В 1860-х годах, после земской реформы Александра II, деревню приписали к Ишуньской волости. В «Списке населённых мест Таврической губернии по сведениям 1864 года», составленном по результатам VIII ревизии 1864 года, Деде — владельческая деревня, с 3 дворами, 8 жителями и мечетью при колодцах. Согласно «Памятной книжке Таврической губернии за 1867 год», деревня Деде была покинута жителями в 1860—1864 годах, в результате эмиграции крымских татар, особенно массовой после Крымской войны 1853—1856 годов, в Турцию и оставалась в развалинах и на трехверстовой карте 1865—1876 года уже не значится.
После земской реформы 1890 года Деде отнесли к Воинской волости. Согласно «…Памятной книжке Таврической губернии на 1892 год», в деревне Деде составлявшей сельское общество Деде, был один житель без домохозяйства. По Статистическому справочнику Таврической губернии. Ч.II-я. Статистический очерк, выпуск пятый Перекопский уезд, 1915 год, на хуторе Деде Воинской волости Перекопского уезда числился 3 двора с русским населением в количестве 6 человек «посторонних» жителей, из которых 4 мужчины и 2 женщины. О владении землёй сведений нет, в хозяйстве имелось 2 лошади.
После установления в Крыму Советской власти, по постановлению Крымревкома от 8 января 1921 года № 206 «Об изменении административных границ» была упразднена волостная система, Перекопский уезд переименовали в Джанкойский, в котором был образован Ишуньский район, в состав которого включили село, а в 1922 году уезды получили название округов. 11 октября 1923 года, согласно постановлению ВЦИК, в административное деление Крымской АССР были внесены изменения, в результате которых округа были отменены, Ишуньский район упразднён и село вошло в состав Джанкойского района. Согласно Списку населённых пунктов Крымской АССР по Всесоюзной переписи 17 декабря 1926 года, в селе Деде, Армяно-Базарского сельсовета Джанкойского района, числился 11 дворов, все крестьянские, население составляло 63 человека, все русские. Постановлением ВЦИК от 30 октября 1930 года был восстановлен Ишуньский район и село, вместе с сельсоветом, включили в его состав. Постановлением Центрального исполнительного комитета Крымской АССР от 26 января 1938 года Ишуньский район был ликвидирован и создан Красноперекопский район с центром в поселке Армянск (по другим данным 22 февраля 1937 года). На километровой карте РККА 1941 года в Деде обозначено 20 дворов.
Указом Президиума Верховного Совета РСФСР от 18 мая 1948 года, Деде объединили с Кураевкой с переименованием в Кураевку.